# ريتشارد جونسون (لاعب غولف)
ريتشارد جونسون (بالإنجليزية: Richard Johnson)‏ هو لاعب غولف بريطاني، ولد في 2 فبراير 1972 في كارديف في المملكة المتحدة.

## وصلات خارجية
- ريتشارد جونسون على موقع رابطة لاعبي الغولف المحترفين (الإنجليزية)
- ريتشارد جونسون على موقع رابطة أوروبا للاعبي الغولف المحترفين (الإنجليزية)
- ريتشارد جونسون على موقع التصنيف العالمي الرسمي للغولف (الإنجليزية)